# Karen Dior
Karen Dior, född den 14 februari 1967, död den 25 augusti 2004, var en amerikansk porraktris, regissör och sångerska.

## Liv och karriär
Karen Dior föddes som Geoffrey Gann i Missouri och flyttade vid 21 års ålder till Los Angeles. Där kom hon att arbeta i en skönhetssalong och som dragshow-artist. 1989 började hon att spela in porrfilmer med bisexuell och transsexuell inriktning. Totalt medverkade hon i omkring 120 porrfilmer. I de flesta filmer använde hon namnet Dior, men hon använde sig också av namnen Geoff Dior, Rick Van, Geoffrey Karen Dior, Geoffrey Gann och Geoff Gann. Under 1990-talet övergick hon från porrfilm till "vanlig spelfilm" och TV-roller. Hennes första "vanliga" roll var som Loni Andersons stalker i filmen The Price She Paid. Hon har också gjort inhopp i TV-serierna Xena: Warrior Princess, Head Over Heels och Veronica's Closet.

## De senare åren
Dior fick HIV 1995 och under sina sista år i livet arbetade hon som en AIDS-aktivist. Hon arbetade också som författare och skrev autobiografin Sleeping Under the Stars, som kom ut 2001. I augusti 2004 dog hon av hepatit.

## Filmografi (urval)

### Som skådespelare
- Single White Shemale (1992)
- Mystery Date (1992)
- A River Made to Drown In (1997)
- Xena: Warrior Princess (1 episode, 1997)
- Head Over Heels (1 episode, 1997)
- Veronica's Closet (1 episode, 1998)
- Zigs (2001)

### Som regissör
- Genderella (1998)
- Playing the Odds (1998)
- Getting Personal (1999)
- Bi Athletes (2000)
- Bi-Dazzled (2001)
- Leather Temptation (2002)